# كيفن أندروز
كيفن أندروز (بالإنجليزية: Kevin Andrews)‏ هو محامي وسياسي أسترالي، ولد في 9 نوفمبر 1955 بسالي في أستراليا. حزبياً، نشط في الحزب الليبرالي الأسترالي.

## مناصب
- انتخب مندوب المؤتمر الدستوري الأسترالي 1998 وقد انضم خلال فترته النيابية (2 فبراير 1998 – 13 فبراير 1998) للكتلة البرلمانية حكومة أستراليا.
- انتخب عضو مجلس النواب الأسترالي عن دائرة Division of Menzies [الإنجليزية]‏ (11 مايو 1991 – ).
- انتخب وزير الخدمات الاجتماعية [الإنجليزية]‏ (26 نوفمبر 2001 – 7 أكتوبر 2003).
- انتخب وزير الخدمات الاجتماعية [الإنجليزية]‏ (18 سبتمبر 2013 – 23 ديسمبر 2014).
- انتخب وزير الدفاع [الإنجليزية]‏ (23 ديسمبر 2014 – 21 سبتمبر 2015).
- انتخب وزير التوظيف وعلاقات العمل [الإنجليزية]‏ (7 أكتوبر 2003 – 30 يناير 2007).
- انتخب وزير الهجرة وصيانة الحدود الأسترالية [الإنجليزية]‏ (30 يناير 2007 – 3 ديسمبر 2007).

## وصلات خارجية
- الموقع الرسمي